# Téléprésence

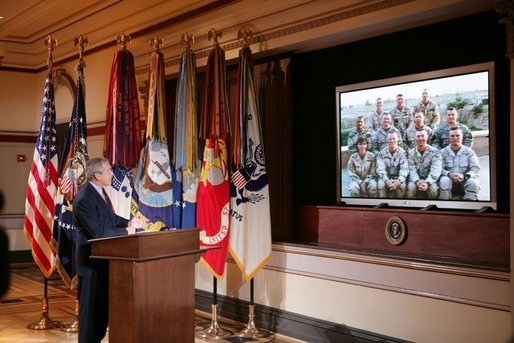
Le président américain George W. Bush en téléconférence avec des troupes en Irak.

 Le terme téléprésence fait référence à plusieurs techniques qui permettent à une personne d'avoir l'impression d'être présente, de donner l'impression d'être présente, ou d'avoir un effet à un endroit autre que son emplacement réel.

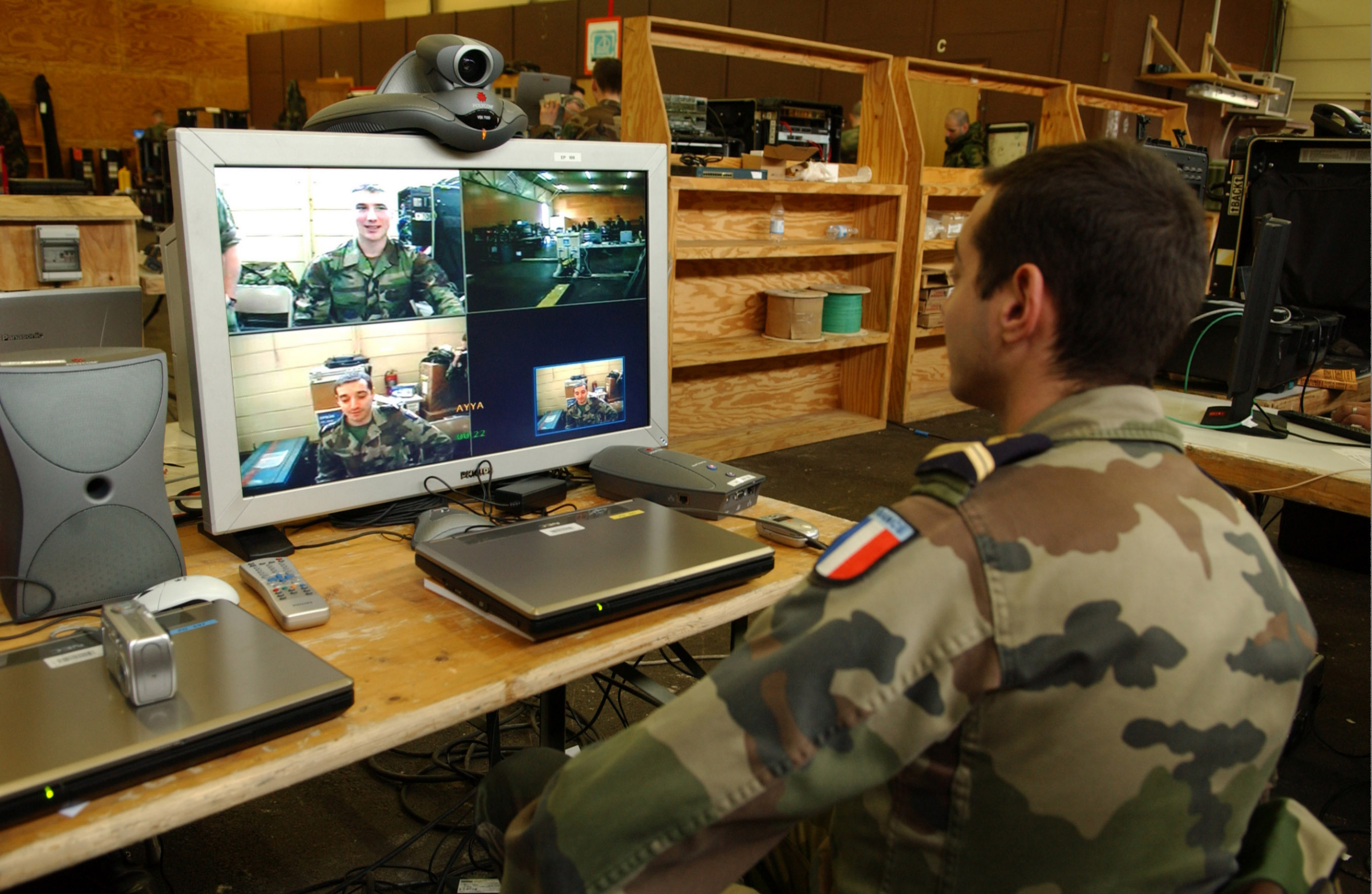
Soldats en téléconférence

La téléprésence demande que les sens de l'utilisateur, ou des utilisateurs, soient soumis à des stimuli qui donnent l'impression d'être sur un site distant. En plus de cela, l'utilisateur peut avoir la possibilité d'agir sur ce site distant. Dans ce cas, la position de l'utilisateur ainsi que ses mouvements, actions, ou paroles peuvent être perçues, transmises et dupliquées vers la destination voulue pour mettre cet effet en action. De ce fait, l'information peut voyager à double sens entre l'utilisateur et l'emplacement distant.

## Applications
Pour appliquer ce principe, plusieurs techniques doivent être mises en œuvre.

### La vision
Au minimum, un système de téléprésence comprend généralement un retour visuel. Au mieux, l'ensemble du champ de vision de l'utilisateur est rempli avec une vue du site distant. Le centre de la vue correspond au mouvement et à l'orientation de la tête de l'utilisateur. En ce sens, il diffère de la télévision ou du cinéma, où le centre de la vue est hors de contrôle de celui qui regarde.
Pour atteindre cet objectif, l'utilisateur possède soit avec un très grand écran, ou petit affichage monté directement devant ses yeux. Ce dernier présente la particularité de pouvoir simuler une vue en trois dimensions. Les mouvements de la tête de l'utilisateur peuvent être interprétés par le système et la caméra peut imiter ces mouvements de façon précise et en temps réel. Ceci est important pour éviter tout déclenchement du mal de mer.

### Le son
Le son est généralement plus facile à mettre en œuvre. Il est aussi plus facile d'atteindre une qualité de son importante, même avec un téléphone datant de plus de 100 ans, et avec un matériel de sonorisation de qualité facilement disponibles aux consommateurs. Le son en stéréo est plus convaincant que le son monophonique. Enfin, le son surround est encore mieux.

### Le toucher
La capacité de manipuler un objet à distance et d'interagir avec l'environnement est un aspect important d'un système de téléprésence. Il peut être mis en œuvre de plusieurs façons différentes en fonction des besoins de l'utilisateur. Habituellement, le mouvement des mains et des doigts de l'utilisateur est détecté grâce à des gants câblés possédant des capteurs d'inertie ou des capteurs de la position dans l'espace. Des robots situés sur le site distant copient les mouvements de l'utilisateur. Cette capacité est également connue sous le nom de télérobotique.
Plus le robot recrée la forme de la main humaine, plus le sentiment de téléprésence est important. La complexité des systèmes robotisés varie considérablement, allant du simple axe avec une pince jusqu'à la main pleinement robotisée. 

## La téléprésence comme dispositif de réunion à distance
Dans les systèmes de réunion à distance, le terme téléprésence est réservé aux dispositifs permettant la vision et l'écoute de l'ensemble des participants. Les participants distants sont en général visualisés à l'échelle 1.
Contrairement aux systèmes classiques de visioconférence, où une caméra zoom ou "panote" pour cadrer le locuteur, dans un dispositif de téléprésence toute la "scène" est filmée simultanément par plusieurs caméras. Il est donc possible de voir tous les participants et d'observer leurs réactions, leurs échanges de regards... 
Le confort et donc la qualité des réunions sont nettement améliorés, il est possible d'oublier la technologie et d'avoir le sentiment de participer à une réunion ordinaire.
Le dispositif impose une bande passante importante et est donc encore très onéreux.
Depuis 2010, on voit même apparaître de nouveaux dispositifs de téléprésence robotisée. Ceux-ci soulignent l'importance du mouvement dans l'interaction, contrairement aux systèmes de vidéoconférence fixes, selon les constructeurs. Les fabricants de ces robots les présentent comme des solutions radicalement différentes en mettant en avant la proximité avec la forme humaine qui favorise les interactions, d'où le format relativement humanoïde des différentes solutions existants, notamment QB d'Anybots, Jazz de Gostai, VGo de VGoCom ou encore Beam conçu par Suitable Technologies, dont la production a été relocalisée en France par l'entreprise Awabot en 2021.
En conditions réelles "sur le terrain", notamment sur les zones mal desservies par le réseau données mobiles (campagne, montagne, petites agglomérations) la mise à disposition du son, de la vidéo et de dispositifs robotiques tactiles est difficile voire irréalisable. L'offre logicielle est réduite aujourd'hui et devrait s'étendre dans les 5 années à venir. Parmi les logiciels existants, nous pouvons citer :
- SKYPE [archive] : très accessible car présent sur quasiment tous les smartphones, ce logiciel permet de disposer du son et de la vidéo. En tournant l'appareil, la vidéo peut filmer une scène qui serait l'objet de la communication. L'aspect "toucher" n'est pas présent.
- WYSIWIS [archive] : issu de l'industrie, ce logiciel permet de réaliser une session de travail sur photos HD ou sur vidéo. il comporte le son (audioconférence) dans une certaine mesure le "toucher" avec un pointeur tactile qui permet de "montrer" des zones de la vidéo ou de la photo.

## Sources
- Téléprésence mise en pratique pour des téléconférences
- Human Productivity Lab
- Telemedecine Journal
- Telepresence Options
- Pilot presence